# Skopolamin
Skopolamin (levo-duboisin, hioscin) je tropanski alkaloid lek koji deluje kao muskarinski antagonist. On je jedan od sekundarnih metabolita biljki iz Solanaceae familije (velebilja), kao što su crni zobnik, tatula i Andjelske trube (datura ili brugmansija), i žbunje (Duboisia). Mada se skopolamin ponekad prikazuje u javnosti kao štetan lek, njegove antiholinergijske osobine omogućavaju njegovu legitimnu medicinsku upotrebu u malim dozama, na primer za lečenje bolesti kretanja primenom transdermalnog flastera.

## Etimologija
Skopolamin je dobio ime po biljnom rodu Scopolia.

## Biosinteza u biljkama
Biosinteza skopolamina počinje dekarboksilacijom L-ornitin do putrescina posredstvom ornitin dekarboksilaza (EC 4.1.1.17). Putrescin se metiliše do N-metilputrescina uz pomoć putrescin N-metiltransferaze (EC 2.1.1.53).
Putrescin oksidaza (EC 1.4.3.10) koja specifično prepoznaje metilisani purtrescin katalizuje deaminaciju ovog jedinjenja do 4-metilaminobutanala koji zatim podleže spontanom formiranju prstena do N-metil-pirolijumskog katjona. U sledećem koraku, pirolijumski katjon se kondenzuje sa acetoacetatnom kiselinom proizvodeći higrin. Higrin se dalje preuređuje do tropinona.
Tropinon reduktaza I (EC 1.1.1.206) konvertuje tropinon do tropina, koji se kondenzuje sa fenilacetatom izvedenim iz fenilalanina do litorina. Citohrom P450 klasifikovan kao Cyp80F1 oksiduje i preuređuje litorin do hiosciaminskog aldehida. U finalnom koraku, hiosciamin podleže epoksidaciji koja je katalisana 6 beta-hidroksihiosciamin epoksidazom (EC 1.14.11.14) proizvodeći skopolamin.

## Spoljašnje veze
- Skopolamin